# قاي غرين
قاي غرين (بالإنجليزية: Guy Green) هو قاضي أسترالي، ولد في 26 يوليو 1937 في لاونسستون في أستراليا.